# Ǖ
Az Ǖ (kisbetűs alakja: ǖ), kiejtve U trémával és vonallal egy latin betű, melyet a kínai nyelv pinjin átírásakor, a középalnémet nyelvben valamint az ótörök nyelvek egyes latin átírásakor használják. Leírásakor az U betűt, felette trémát, majd az összes felett egy vonalat használnak.

## Használata
A standard kínai nyelv pinjin átírásakor az ǖ szerepe ugyanaz, mint az ü szerepe (ami megegyezik az y-vel l et n után — ez ugyanaz, mint a szó eleji yu vagy a q, x esetleg j után írt u); a vonal azt jelöli a betű tetején, hogy a hang első – magas – hangsúlyban van.
A középalnémet nyelvben az ǖ a /yː/ hosszú magánhangzót jelöli.

## informatikai megjelenítése
Az U trémával és vonallal az Unicode-ban a következőképpen jeleníthető meg:
- Összerakásos módszer (Kibővített latin ábécé) :

| Fajta    | Megjelenítés | Kódolása | Leírása                           |
| -------- | ------------ | -------- | --------------------------------- |
| nagybetű | Ǖ            | U+01D5   | Nagy latin u trémával és vonallal |
| kisbetű  | ǖ            | U+01D6   | kis latin u trémával és vonallal  |

## Lásd még
- U
- Vonal
- Tréma

## Forrás
- Pandey, Anshuman. L2/20-191, Final proposal to encode Old Uyghur in Unicode (angol nyelven) (2020. július 15.)

## Fordítás
Ez a szócikk részben vagy egészben  a(z)    Ǖ című francia Wikipédia-szócikk 175012422 ezen változatának fordításán alapul.  Az eredeti cikk szerkesztőit annak laptörténete sorolja fel. Ez a jelzés csupán a megfogalmazás eredetét és a szerzői jogokat jelzi, nem szolgál a cikkben szereplő információk forrásmegjelöléseként.